# Подседло
Подседло је насељено место на Кордуну, у саставу општине Војнић, Карловачка жупанија, Република Хрватска.

## Историја
Подседло се од распада Југославије до августа 1995. године налазило у Републици Српској Крајини.

## Становништво
Подседло је према попису из 2011. године имало 76 становника.

### Број становника по пописима
| Националност   | 2001. | 1991. | 1981. | 1971. | 1961. | 1953. | 1948. | 1931. | 1921. | 1910. | 1900. | 1890. | 1880. | 1869. | 1857. |
| бр. становника | 88    | 149   | 179   | 214   | 249   | 268   | 255   | 334   | 264   | 282   | 259   | 252   | 210   | 205   | 242   |

- напомене:

До 1900. исказивано под именом Под Седлом.

### Национални састав
| Националност       | 2001.       | 1991.        | 1981.        | 1971.      | 1961.        |
| Срби               | 79 (89,77%) | 140 (93,95%) | 174 (97,20%) | 214 (100%) | 248 (99,59%) |
| Хрвати             | 0           | 0            | 0            | 0          | 1 (0,40%)    |
| Југословени        | 0           | 8 (5,36%)    | 4 (2,23%)    | 0          | 0            |
| остали и непознато | 9 (10,22%)  | 1 (0,67%)    | 1 (0,55%)    | 0          | 0            |
| Укупно             | 88          | 149          | 179          | 214        | 249          |